# Pic du port de Sullo
Pic du port de Sullo – szczyt w Pirenejach. Leży na granicy między Francją (departament Ariège) a Hiszpanią (Lleida (prowincja)). Należy do Pirenejów Wschodnich.